# Muan-eup
Muan-eup (koreanska: 무안읍) är en köping  i kommunen Muan-gun i provinsen Södra Jeolla i den sydvästra delen av Sydkorea, 280 km söder om huvudstaden Seoul. Det är den administrativa huvudorten i kommunen, dock ej den största orten. Såväl Samhyang-eup och  Illo-eup har större folkmängd.